# Gloomy Sunday and Other Bright Moments
Gloomy Sunday and Other Bright Moments è un album di Bob Brookmeyer del 1961 e fu pubblicato dalla Verve Records.

## Tracce
Lato A
1. Caravan – 3:40 (Duke Ellington, Irving Mills, Juan Tizol) – Registrato il 6 o 8 novembre del 1961 a New York
2. Why Are You Blue – 4:22 (Gary McFarland) – Registrato il 6 novembre del 1961 a New York
3. Some of My Best Friends – 5:10 (Al Cohn) – Registrato il 6 o 8 novembre del 1961 a New York
4. Gloomy Sunday – 5:40 (Sam M. Lewis, Rszso Seress) – Registrato il 6 o 8 novembre del 1961 a New York

Lato B
1. Ho Hum – 4:40 (Bob Brookmeyer) – Registrato il 6 novembre del 1961 a New York
2. Detour Ahead – 4:30 (Herb Ellis, John Frigo, Lou Carter) – Registrato il 6 o 8 novembre del 1961 a New York
3. Days Gone By : Oh My! – 5:00 (Gary McFarland) – Registrato il 6 novembre del 1961 a New York
4. Where, Oh Where – 3:45 (Cole Porter) – Registrato il 6 o 8 novembre del 1961 a New York

## Musicisti
Brani A1, A3 & A4
- Bob Brookmeyer - trombone
- Wayne Andre - trombone
- Billy Byers - trombone
- Alan Raph - trombone
- Bernie Glow - tromba
- Joe Newman - tromba
- Doc Severinsen - tromba
- Clark Terry - tromba
- Wally Kane - bassoon (solo nel brano A4)
- Eddie Caine - sassofono alto
- Phil Woods - sassofono alto (brani A3 & A4)
- Gene Quill - sassofono alto (solo nel brano A1)
- Phil Bodner - sassofono baritono
- Eddie Costa - vibrafono
- Hank Jones - pianoforte
- George Duvivier - contrabbasso
- Mel Lewis - batteria
- Ralph Burns - arrangiamenti (solo nel brano A1)
- Al Cohn - arrangiamenti (solo nel brano A3)
- Eddie Sauter - arrangiamenti (solo nel brano A4)

Brani A2, B1 & B3
- Bob Brookmeyer - trombone
- Wayne Andre - trombone
- Bill Elton - trombone
- Alan Raph - trombone
- Wally Kane - bassoon
- Bernie Glow - tromba
- Doc Severinsen - tromba
- Clark Terry - tromba
- Nick Travis - tromba
- Eddie Caine - sassofono alto
- Phil Woods - sassofono alto
- Phil Bodner - sassofono tenore
- Al Cohn - sassofono tenore
- Gene Allen - sassofono baritono
- Eddie Costa - vibrafono
- Hank Jones - pianoforte
- George Duvivier - contrabbasso
- Mel Lewis - batteria
- Gary McFarland - arrangiamenti (solo nel brano A2)
- Bob Brookmeyer - arrangiamenti (brani B1 & B3)

Brani B2 & B4
- Bob Brookmeyer - trombone
- Wayne Andre - trombone
- Billy Byers - trombone
- Alan Raph - trombone
- Wally Kane - bassoon
- Bernie Glow - tromba
- Doc Severinsen - tromba
- Clark Terry - tromba
- Nick Travis - tromba
- Eddie Caine - sassofono alto
- Eddie Wasserman - sassofono alto
- Phil Bodner - sassofono tenore
- Al Cohn - sassofono tenore
- Gene Allen - sassofono baritono
- Eddie Costa - vibrafono
- Hank Jones - pianoforte
- George Duvivier - contrabbasso
- Mel Lewis - batteria
- Bob Brookmeyer - arrangiamenti (brani B2 & B4)